# Lyman R. Casey
Lyman Rufus Casey, född 6 maj 1837 i York, New York, död 26 januari 1914 i Washington, D.C., var en amerikansk republikansk politiker. Han representerade delstaten North Dakota i USA:s senat 1889-1893.
Casey flyttade 1853 till Michigan och 1882 till Dakotaterritoriet. Casey och Gilbert A. Pierce valdes 1889 till de två första senatorerna för North Dakota. Casey var ordförande i senatens järnvägsutskott (United States Senate Committee on Railroads) 1891-1893. Han efterträddes 1893 som senator av William N. Roach. Johnson N. Camden efterträdde Casey som ordförande i järnvägsutskottet.
Caseys grav finns på Green Mount Cemetery i Baltimore.